# Bowood House
Bowood House est un bâtiment classé de la période georgienne situé près du village de Derry Hill, dans le Wiltshire en Angleterre. Les intérieurs furent dessinés par Robert Adam et les jardins par Lancelot Brown.

## Histoire

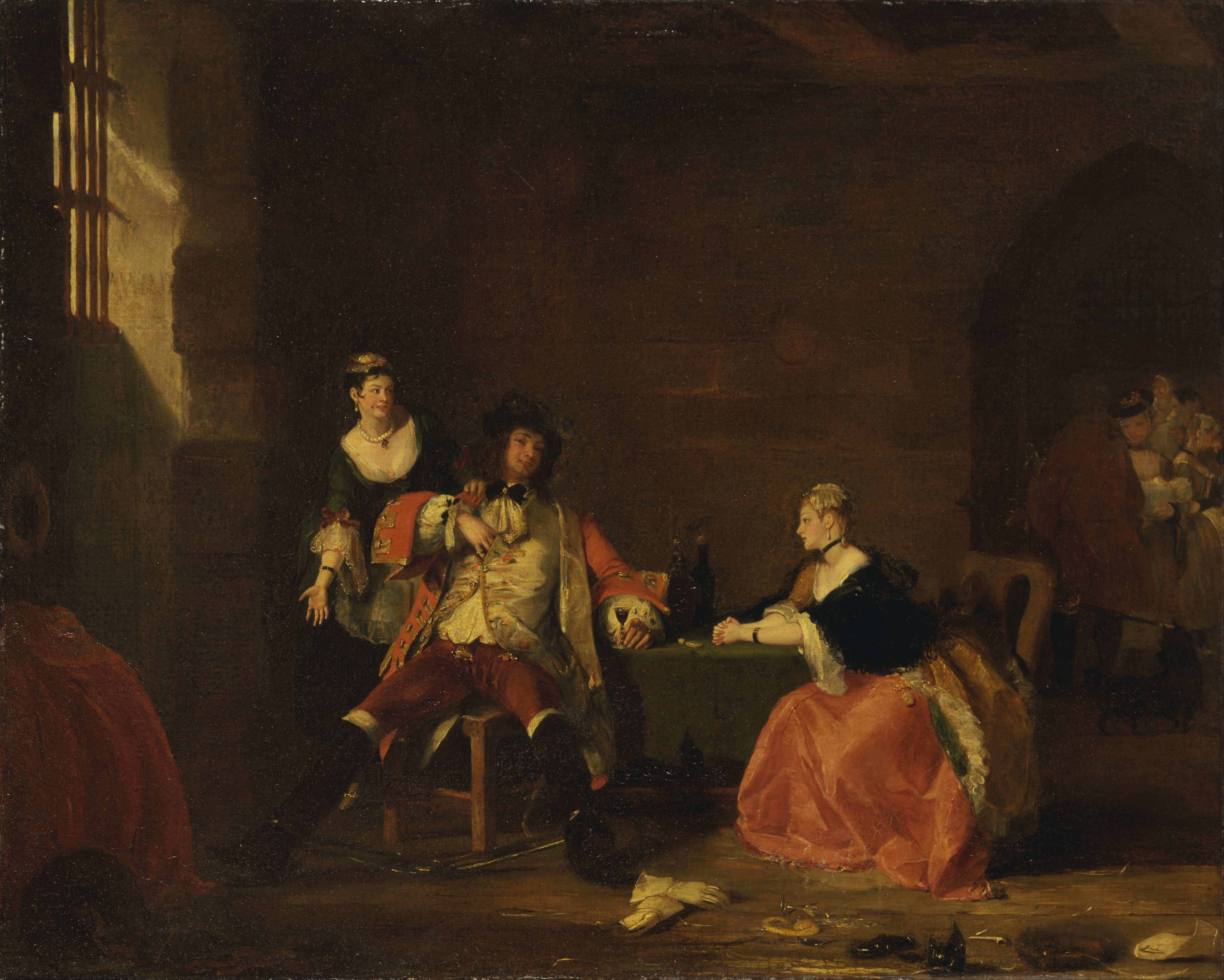
Le Capitaine Macheath
Gilbert Stuart Newton, 1826
Centre d'art britannique de Yale

Le marquis de Lansdowne, a acheté pour sa collection de Bowood, deux œuvres de Gilbert Stuart Newton, inspirées de L'Opéra des gueux : Le Capitaine Macheath réprimandé par Polly et Lucy (1826) et Polly Peachum, dont une gravure par John Porter est conservée au British Museum. Il avait également le tableau Le Vicaire de Wakefield réconciliant sa femme avec Olivia (1828) d'après le roman d'Oliver Goldsmith, The Vicar of Wakefield, dont une gravure a été réalisée par William Greatbach.